# Debeli Lag, Pernik
Debeli Lag (în bulgară Дебели Лаг) este un sat în comuna Radomir, regiunea Pernik,  Bulgaria. 

## Demografie
Componența etnică a satului Debeli Lag
     Bulgari (98,8%)
     Nicio identificare (1,19%)
     Altele (0%)
La recensământul din 2011, populația satului Debeli Lag era de 168 locuitori. Din punct de vedere etnic, majoritatea locuitorilor (98,8%) erau bulgari. Pentru 1,19% din locuitori nu este cunoscută apartenența etnică.